# Losenhausenwerk
Die Losenhausenwerk AG, seit 1966 Losenhausen AG, (LOS), seit 1973 Case-Vibromax, war ein deutscher Hersteller von Vibromax-Baumaschinen, Plattenrüttlern, Auswuchtmaschinen, Materialprüfmaschinen, Aufzügen und anderen Maschinenbauprodukten mit Sitz in Düsseldorf. Das Unternehmen stellte im Jahr 1989 den Betrieb ein.

## Geschichte

### Gründung
1880 wurde eine Gelbgießerei und Armaturenfabrik durch Robert Franz Joseph Losenhausen (1852–1919) mit sieben Mitarbeitern in Düsseldorf-Friedrichstadt gegründet. 1882 wurde dieser Handwerksbetrieb unter dem Namen J. Losenhausen in das Handelsregister der Stadt Düsseldorf eingetragen. Die Hauptgeschäft war zu dieser der Eisen- und Maschinenhandel. Darüber hinaus wurden Apparaturen und Armaturen für den Schiffbau und das Bergwesen produziert. Hierbei handelte es sich insbesondere um Kondenstöpfe, Schmierapparate, Ventile, Pumpen und Messinstrumente. 1889 hatte sich die Arbeiterschaft verzehnfacht, sodass es zu einem Fabrikneubau auf einer Fläche von 6.500 m² in der Schlüterstraße 13–19 in Düsseldorf-Grafenberg kam. Dieses blieb Standort der Firma bis zu ihrer Schließung im Jahr 1989. Am neuen Standort wurden auch Kräne, Laufkatzen, Kabelwinden, Waagen und Prüfmaschinen produziert. Der bisherigen Gelbgießerei wurde eine Eisengießerei angegliedert, sodass man nun imstande war, die meisten der benötigten Bauteile selbst zu gießen.

### Aufbau der Aktiengesellschaft

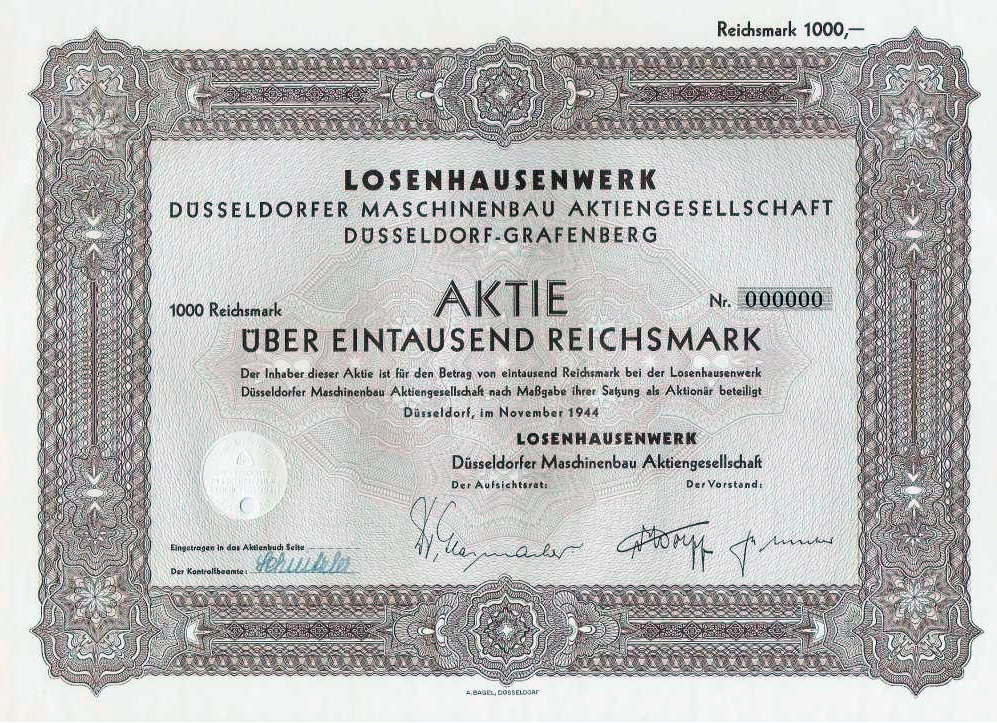
Aktie der Losenhausenwerk AG aus den frühern 1940er Jahren

1897 wurde die Firma in eine Aktiengesellschaft umgewandelt, mit einem Grundkapital von etwa einer Million Goldmark, die Joseph Losenhausen selbst einbrachte. Der Name der Firma lautete nun Düsseldorfer Maschinenbau-Actien-Gesellschaft, vorm. J. Losenhausen. Mitbegründer waren die Kaufleute Ferdinand und Wilhelm Bigenwald aus Gerresheim, der Ingenieur Paul Klingen aus Chemnitz und der Oberingenieur Josef Hansen aus Düsseldorf. Alleiniger Vorstand der AG war Joseph Losenhausen. Der erste Geschäftsbericht belegt den starken Aufschwung der Firma. Mit 1,25 Millionen Mark überstieg der Umsatz um nahezu ein Viertel den des Vorjahres. Das Werk erzielte 1900 einen Gewinn, der 10 % Dividende zuließ. Das Produktprogramm wurde 1900 auf vier Hauptsparten gestrafft: Armaturen, Wägemaschinen, Hebezeuge und Prüfmaschinen. Losenhausen wechselte 1900 in den Aufsichtsrat der AG, dessen Vorsitz er bis zu seinem Tod innehatte.

### Prüfmaschinenbau
Um die Jahrhundertwende begann die Firma mit dem Bau von Prüfmaschinen. Für ihr Prüfmaschinenprogramm, insbesondere aber für eine 100 t wiegende Seil-Prüfmaschine für Förderseile und eine Gusseisen-Biegemaschine erhielt die Firma 1902 die Silbermedaille der Industrie- und Gewerbeausstellung für Rheinland, Westfalen und benachbarte Bezirke in Düsseldorf. Mit Portalkränen, Aufzügen, Transmissionsanlagen, Güterwaagen und Materialprüfmaschinen war die Firma auf dieser Ausstellung in einem eigenen großen Pavillon präsent.
Ab 1914 stellte das Losenhausenwerk auch Kriegsgerät, insbesondere Granaten her. Solche Heeresaufträge ließen in den Jahren 1916 und 1917 den Umsatz stark zunehmen.
Ab 1900 zog sich Joseph Losenhausen allmählich aus der Firma zurück, er verstarb 1919 auf seinem Gut Breitenbend bei Linnich. Die Kohlengroßhandlung Peter Glasmacher übernahm die Majorität am Kapital der AG. Im Jahr 1914 hatte die AG bereits rund 500 Mitarbeiter. Nachfolger von Joseph Losenhausen im Vorsitz des Aufsichtsrates wurde der Baurat Ernst Lechner, Generaldirektor der Kölner Maschinenbau A.G., später Berlin-Anhaltische Maschinenbau A.G. in Köln.
Die Besetzung des Rheinlandes nach dem Ersten Weltkrieg und die damit verbundenen Reparationsleistungen machten der Firma sehr zu schaffen. Die Stabilisierung der Mark zur Jahreswende 1923/1924 zeigten sich bei der Firma darin, dass die Goldmark-Eröffnungsbilanz das Grundkapital mit 1,5 Millionen Mark Stamm- und 10.000 Mark Vorzugsaktien auswies.

### Patente und Innovationen
Im Jahr 1923 erfolgte die Patentanmeldung für eine Pulsatormaschine, die von Oskar von Bohuszewicz entwickelt wurde und zur Materialprüfung schwingend belasteter (Wechsellast) Bauteile bzw. Materialien diente. Der Pulsatorantrieb, der große wechselnde Kräfte sicher erzeugen und genau messen kann, hat sich für spätere Fortschritte in der Werkstoffprüftechnik als außerordentlich befruchtend erwiesen.
1926 wurde das Unternehmen in Losenhausenwerk, Düsseldorfer Maschinenbau AG umbenannt und Produktion und Weiterentwicklung der Sparte Auswuchtmaschinen von der Firma Krupp übernommen. 1928 wurde Hugo Glasmacher (1899–1962) Vorstandsvorsitzender der Losenhausenwerk AG. Im selben Jahr wurde die Produktion von Fließdosierwaagen aufgenommen.
Nach 1929 begann für die Wirtschaft eine schwierige Zeit, die 1932/1933 einen Tiefpunkt erreichte: Ende 1933 war der Verlust von 62.000 Mark im Jahr 1930 auf 722 000 Mark angestiegen und damit auf fast die Hälfte des Aktienkapitals.
Patentiert wurde auch die Erfindung einer Messdose, welche die umständliche Kraftmessung mittels Waagen durch eine einfachere hydraulische Kraftmessung ersetzte.
Die Sparte Kranbau wurde 1934 an die Schenck & Liebe-Harkort AG in Düsseldorf übertragen.
Stattdessen wurden Fördermittel und Förderanlagen produziert, und die erste Vibrationsbodenverdichtungsmaschine weltweit entwickelt.
Entwickelt wurde der Schwinger, eine Maschine zur Werkstoffprüfung und zu Schwingungsuntersuchung an ganzen Bauwerken. Eingesetzt wurde sie z. B. bei Brücken und turmähnlich Gebilden, Schiffen und Flugzeugen und schließlich für den Erdboden selbst bei der Baugrundforschung.
1935 wurde dann das Grundsatzpatent für ein Gerät zur Verdichtung von Böden und sonstigen Massen erteilt. Es war die Grundlage des Plattenrüttlers Vibromax AT 5000, von dem ein Exemplar als Ausstellungsstück im
Deutschen Museum in München gezeigt wird. befindet. Die Platte AT 5000 war die erste serienmäßig hergestellte Vibrationsplatte und wog zwischen eineinhalb und fünf Tonnen.
Die ersten dieser Maschinen waren extrem große Geräte, die an Kränen aufgehängt waren (Kranrüttler), und sich besonders gut zur Verdichtung von Aufschüttungen eigneten, z. B. beim Bau von Brückenrampen. Ihre Rüttelkraft erreichte etwa 200.000 N (20 t) bei einer Frequenz von 25 Hz (1.500 Schwingungen pro Minute) und konnte so Großkorngestein bis zu einer Korngröße von 800 mm verdichten. Eingesetzt wurde das Gerät auf dem Reichsparteitagsgelände in Nürnberg und dem Olympiagelände von 1936 in Berlin.
Auswuchtmaschinen waren ein weiteres Produkt, das über lange Zeit, bis zu Beginn der 1970er Jahre, zu den Erzeugnissen der Losenhausenwerk AG gehörte.

### Aufzugbau
Nach dem Ersten Weltkrieg investierte das Werk in den Aufzugbau, der auf den Erfahrungen des Amerikanischen Hochhausbaus basierte. Mit einer Hubgeschwindigkeit von 1,7 m/s und einer Förderhöhe von etwa 40 m wurde Anfang der 1920er Jahre u. a. einer der ersten Schnellaufzüge in Deutschland gebaut, der für das heute noch existierende Wilhelm-Marx-Hochhaus in Düsseldorf. Die Produktion von Aufzuganlagen wurde 1942 vom Stammhaus in Grafenberg an die Tochtergesellschaft Aufzugbau Losenhausenwerk GmbH in Düsseldorf-Heerdt übertragen, da Rüstungsaufgaben diesen Produktionszweig stark zurückdrängten und schließlich nur auf Reparatur- und Wartungsarbeiten vorgenommen wurden.
In dieser Zeit kamen Rolltreppen und elektrische Sonderantriebe zur Produktpalette.
Nach dem Zweiten Weltkrieg wurden Produktionsanlagen der Firma Aufzugbau Losenhausenwerk GmbH durch die britische Besatzung demontiert. Das Stammwerk in Düsseldorf-Grafenberg wurde im letzten Kriegsjahr stark zerstört, sodass es hier praktisch nicht zu Demontagen kam. Mit dem Wiederaufbau des Werks wurde 1945 begonnen. Als Folge des Kriegs hatte das Werk den Anschluss an das zwischenzeitlich stark gehobene technische Niveau bei den Förderhöhen und elektrischen Steuerungen im Aufzugbau, insbesondere in den U.S.A. und der Schweiz, verloren. 1955 übernahm das Schweizer Unternehmen Schindler Aufzüge die Sparte Aufzugbau.

### Wiederaufbau nach dem Zweiten Weltkrieg
1955 produzierte die Firma Werkstoffprüfmaschinen, Auswuchtmaschinen, Vibromax-Rüttelgeräte, Band-, Fließ- und Fließdosierwaagen für die Zuführung von Material in weiterverarbeitende Maschinen, Nahförderanlagen für Güter in Walzwerken und Postverteilstellen, Plattenrüttler, Außenrüttler, Innenrüttler und Kraftgleisstopfer.
Ende der 1960er Jahre wurde die Prüfmaschinensparte an die Mannheimer Firmer Mohr & Federhaff verkauft, die 1981 die Produktion einstellte.
Als Weiterentwicklung des Plattenrüttlermodel AT 5000 aus dem Jahr 1935 wurde ab 1964 das Modell Vibromax AT 2000 produziert. 1966 wurde das Losenhauswenwerk AG in Losenhausen Maschinenbau AG. umbenannt. Zur Produktionspalette kamen 1968 nun sechs Vibrationsplatten, zwei Tandemvibrationswalzen und zwei Duplexwalzen und außerdem ein Schnellschlagstampfer mit hinzu. Im Jahr 1969 wurde eine neue Werkshalle für die Fließbandfertigung errichtet.

### Neuorientierung auf das Baumaschinengeschäft
Im Jahr 1970 wurde die Losenhausen AG neu geordnet und allein auf das Baumaschinen- und Rüttlergeschäft ausgerichtet. 1970 erwarb die Tenneco Inc., mit Sitz in Houston, Texas, die Losenhausen AG. Für das Management der Gesellschaft wurde die J.I. Case Company bestimmt, ein 100%iges Tochterunternehmen der Tenneco Inc. Der geschäftliche Erfolg dieses Aktientransfers zeigte sich schließlich in einer wesentlich gesteigerten Internationalität der Geschäftstätigkeit. Vier reversierbare Plattenverdichter und zwei neue Walzen verstärkten die Marktpäsenz des Unternehmens. Die neue Umkehr- und Standverdichtungsfunktionen (Reversierbarkeit) dieser Maschinen erlauben das Arbeiten in beengten Bereichen, wo das Wenden einer nicht-reversierbaren Maschine praktisch unmöglich ist. Der Einsatz computergestützter Fertigungssysteme optimierte ab 1972 die Produktion, ebenso wie weitere Rationalisierungsmaßnahmen bei der Einzelteilfertigung durch numerische Werkzeugmaschinen.
Die Tenneco Inc. kaufte zum 1. Januar 1973 sämtliche Geschäftsanteile der Düsseldorfer Firma Wilhelm Weller GmbH hinzu (Umsatz über 60 Millionen DM), eines Herstellers von Großwalzen bis zu 25 Tonnen Einsatzgewicht, der die Produktlinie der Losenhausen AG vervollständigen sollte. Anschließend wurde die Losenhausen AG in Case-Vibromax umbenannt.
Im Jahr 1975 wurde die erste direkt hydrostatisch angesteuerte Duplexwalze entwickelt. Ein Jahr später, 1976, wurden die Montagehallen um 4.000 m² Arbeitsfläche für die Großwalzenproduktion erweitert. Im folgenden Jahr, 1977, wurde eine neue Walzenzuggeneration vorgestellt, und 1978 erfolgte die Markteinführung der neuen Tandemwalzen. 1979 betrug der Umsatz 110 Millionen DM bei 732 Mitarbeitern. Außerdem wurde die Produktpalette nach unten durch Fugenschneider und kleinere Vibrationsplatten erweitert und nach oben durch den seinerzeit stärksten Walzenzug am Markt, den Case Vibromax 1801.

### Ende
1989 wurde das Werk nach einem Besuch einer Tenneco/Case Delegation überraschend geschlossen, die Vibromax-Geschäftsführung entlassen, eine Übergangs-Geschäftsführung installiert, das Unternehmen von Case am Markt angeboten. Das Firmengelände an der Schlüterstraße erwarb 1992 der Bilfinger-Konzern.
Die Rechte an der Marke Vibromax erwarb die "Pressluft Frantz Baumaschinen- und Ersatzteilhandels GmbH" in Frankfurt am Main, der die verbliebenen Bestandteile der Firma nach Gatersleben in Sachsen-Anhalt verlegte, in den ehemaligen Betrieb der dortigen VEB Baumaschinen Gatersleben, ehemals A. Heucke Dampfpflüge. Aufgrund wirtschaftlicher Probleme stelle Anfang März 1995 die Gesellschaft Pressluft Frantz GmbH ihren Betrieb ein und ging in die Insolvenz. Ende August 1995 entschieden sich die beiden ehemaligen Mitarbeiter aus dem alten Losenhausen/Vibromax Management, Hermann auf der Springe und Klaus Antony, das Unternehmen Vibromax zu kaufen. Am 20. Oktober 1995 wurde das neu gegründete Unternehmen als Vibromax Bodenverdichtungsmaschinen GmbH in das Handelsregister Magdeburg eingetragen. Im August 2005 ging die Vibromax GmbH, Gatersleben in den Besitz des britischen Herstellers von Baumaschinen JCB über.